# 宮本誉之
宮本 誉之（みやもと たかゆき、1989年6月17日 - ）は、日本の男性声優。神奈川県横浜市出身。ケンユウオフィス所属。

## 来歴
日本工学院専門学校卒業。
2022年11月「ムサシのこそあど」というタイトルで、ツイキャスにて生配信を始める。その後、自身のYouTubeチャンネルを開設し、主にツイキャスで配信した内容を載せている。

## 人物
趣味は料理、モノマネ、ウォーキング、格闘ゲーム（スト5）、ホットヨガ、飲酒。特技は大声を出すこと。
愛称は「ムサシ」。専門学校の時の自己紹介にて、宮本だからカッコいいと思い「ムサシと呼んで下さい」と言ったのが始まり。
癖毛で代謝が良い。

### 交友関係
浦田わたる（うらたぬき / 浦島坂田船）は日本工学院専門学校の同期で仲が良い。一年目のイベント発表会で同じ班になったのが話すようになったきっかけであり、お互いの第一印象は「三角形のおむすびがいる（浦田）」、「こいつ、機嫌損ねたら殴ってきそうだなぁ（宮本）」だった。
浸食を共にした仲。本人が酔って寝ている間に頭に胡椒をトッピングされ、深夜に起きて気づき「あのやろおぉ…！」と一人歯ぎしりをする、飲食店で食べている時にテーブルにあった爪楊枝を髪に入れられ、気づかずそのまま授業に出る、などのエピソードがある。
専門学校卒業後のtalk backでも同じクラスとなり、その後2人揃ってケンユウオフィス預かり所属となる。

## 出演

### テレビアニメ
2012年
- 戦国コレクション（業者）
- おしりかじり虫

2013年
- 世界でいちばん強くなりたい!（観客）

2014年
- スミ子（鳥おじいさん）

2015年
- 銀魂（2015年 - 2017年、真選組隊士B、見廻組隊士、記者C、ファンB） - 2シリーズ
- ヤング ブラック・ジャック（司会者）

2016年
- バッテリー（阿藤哲也）
- 遊☆戯☆王ARC-V（ドクトル）

2017年
- 南鎌倉高校女子自転車部（アルパカ）
- デジモンユニバース アプリモンスターズ（おじさん）
- 弱虫ペダル シリーズ（2017年 - 2018年、山際） - 2シリーズ
- 最遊記RELOAD BLAST（妖怪、村人）
- ブラッククローバー（2017年 - 2020年、魔導書塔の塔主）

2018年
- 銀の墓守りII（長老、プレイヤーＡ）
- ヴァイオレット・エヴァーガーデン（アイリスの叔父、舞台役者、海軍兵、ガルダリク兵）
- アンゴルモア 元寇合戦記（源八、祈祷師、劉復亨軍幹部）

2020年
- 体操ザムライ（同心、記者）
- 禍つヴァールハイト -ZUERST-（宅配業者の男、ハーシェル、酒屋の店主、エステルハージの執事、看守 他）

2021年
- 回復術士のやり直し
- はたらく細胞BLACK（赤血球）
- ゾンビランドサガ リベンジ（ディレクター）
- SCARLET NEXUS（医師、科学者）
- 進化の実〜知らないうちに勝ち組人生〜（2021年 - 2023年、ヘリオ・ローバン、リンカーン、門番1） - 2シリーズ
- 先輩がうざい後輩の話（ラーメン屋の店員）
- 境界戦機（2021年 - 2022年、日本人男性、早見竜一） - 2シリーズ

2022年
- リアデイルの大地にて（ゼナ、傭兵団員A、ケルベロス 右首、ケイリナの騎士A、副団長）
- 明日ちゃんのセーラー服（平さん）
- プラチナエンド（光及一馬）
- ハコヅメ〜交番女子の逆襲〜（係長）
- 薔薇王の葬列（男性A）
- 転生賢者の異世界ライフ 〜第二の職業を得て、世界最強になりました〜（ゲリオス）
- ユーレイデコ（評価調整課長、調査委員）
- 勇者パーティーを追放されたビーストテイマー、最強種の猫耳少女と出会う（商人、希望者）
- 陰の実力者になりたくて!（騎士）
- 後宮の烏（客商）

2023年
- 便利屋斎藤さん、異世界に行く（冒険者、軍団長）
- カードファイト!! ヴァンガード will+Dress（客）
- ツンデレ悪役令嬢リーゼロッテと実況の遠藤くんと解説の小林さん（マルシュナー公爵）
- ヴィンランド・サガ（スズメ、農民、従士）
- 天国大魔境（リビューマン）
- アリス・ギア・アイギス Expansion（犬）
- アンダーニンジャ（おっさん、担任、おっさん1、教頭、NIN幹部2）
- SHY（回想の声）
- カミエラビ
- 聖女の魔力は万能です（執事）
- 七つの大罪 黙示録の四騎士（盗賊）

2024年
- 望まぬ不死の冒険者（野盗の頭）
- 俺だけレベルアップな件（ハンター）
- 異修羅（2024年 - 2025年、墓守、役人） - 2シリーズ
- 名探偵コナン（作業員）
- 忍たま乱太郎（客、鉄砲隊）
- ドラえもん（テレビ朝日版第2期）（店主B、引越し業者B、ポスターの声②）
- 無職転生 II 〜異世界行ったら本気だす〜（店員）
- THE NEW GATE（ナック）
- 夜桜さんちの大作戦（受験者）
- 異世界スーサイド・スクワッド（ギャングA）
- 転生したらスライムだった件（フレイバー）
- なぜ僕の世界を誰も覚えていないのか?（ウルザ兵）
- 魔導具師ダリヤはうつむかない
- 嘆きの亡霊は引退したい（ホス）
- デリコズ・ナーサリー（来賓客）
- ぷにるはかわいいスライム（2024年 - 2025年、マスター、キュティランド社員、大根おろし青年の父、インタビュアー、長田ナガ 他） - 2シリーズ

2025年
- Übel Blatt〜ユーベルブラット〜（密告者）
- Sランクモンスターの《ベヒーモス》だけど、猫と間違われてエルフ娘の騎士として暮らしてます（治療士、執事）
- わたしの幸せな結婚（宝上）
- UniteUp! -Uni:Birth-（副会頭）
- LAZARUS ラザロ（先生）
- 神統記（テオゴニア）（ラグ村兵士）
- クレバテス-魔獣の王と赤子と屍の勇者-（鍛冶師、山賊）
- 強くてニューサーガ（都市長代理）
- 追放者食堂へようこそ!（魔法使い）

### 劇場アニメ
- 劇場版しまじろうのわお! しまじろうとにじのオアシス（2017年、ワニ夫、ワニ太[15]）
- 二ノ国（2019年、運転手）
- BURN THE WITCH（2020年、作業員）
- プリンセス・プリンシパル Crown Handler 第2章（2021年、部下）
- 劇場版 抱かれたい男1位に脅されています。〜スペイン編〜（2021年[16]、ブラウリオ）

### OVA
- この男子、人魚ひろいました。（2012年、古江）
- 暗殺教室（2013年、村松拓哉 他[17]） - ジャンプスーパーアニメツアー2013上映作品

### Webアニメ
- ベイウォーリアーズ サイボーグ（2015年、訓練生A、住民E、平民B、訓練生D、オペレーターB）
- 銃娘（2017年、司令官）
- DEVILMAN crybaby（2018年、ホームレス）
- おっちゃん戦隊 オッチャーズ!（2021年、うめぞう[18]） - 丸美屋 家族のお茶漬けシリーズ
- コタローは1人暮らし（2022年、チクリ茸）
- 幼女社長R（2023年、実況、サラリーマンE、おじさんB）
- ライジングインパクト（2024年、古山正）
- あたしンちNEXT（2024年、神輿の一団、写真屋）
- Duel Masters LOST 〜追憶の水晶〜（2024年、落武者）

### ゲーム
2017年
- スター・ウォーズ バトルフロントII（ドロイド）
- バトルフィールド 1 Turning Tides
- マインクラフト:ストーリーモード シーズン2（アンソニー、ロブ）

2018年
- ライフ イズ ストレンジ ビフォア ザ ストーム（デイモン・メリック）
- コードオブジョーカー（暴戦士モルドレッド）
- ファークライ5
- ウルフェンシュタイン
- 戦国アクションパズル DJノブナガ（クロダカンベー、アシカガヨシアキ、オナベノカタ、センゴクヒデヒサ、サナダノブユキ）
- デトロイト ビカム ヒューマン（ラルフ）
- ブレイドスマッシュ（フェニックス、シバ、ディアブロ）
- 陰陽師（両面仏蛙）
- 謀りの姫（張百戸・長安泰、衛青）

2019年
- 神角技巧と11人の破壊者

2020年
- 龍が如く7 光と闇の行方
- ファイナルファンタジー7 リメイク
- The Last of Us Part II
- 聖闘士星矢 ライジングコスモ（暗黒軍団長）
- Re:ゼロから始める異世界生活 Lost in Memories（ゴドロフ、野盗<バトル時>）
- 三國志 覇道（田豊）
- アサシン クリード ヴァルハラ（アルフガー)

2021年
- デュエル・マスターズ プレイス

2022年
- Horizon Forbidden West
- AZUREA -空の唄-（スクラ）
- レゴ スター・ウォーズ：スカイウォーカー・サーガ
- 春ゆきてレトロチカ

2023年
- OCTOPATH TRAVELER II
- BLUE PROTOCOL
- ドラゴンクエストモンスターズ3 魔族の王子とエルフの旅

2024年
- 龍が如く8
- ファイナルファンタジーVII リバース
- モンスターストライク（小久豪カンジ）

2025年
- 龍が如く8外伝 Pirates in Hawaii

### ドラマCD
- ニンジャスレイヤー 〜キョート・ヘル・オン・アース（上）〜（2014年、アナウンサー[38]）

### BLCD
- 抱かれたい男1位に脅されています。7（2021年、沼田修）
- 寺野くんと熊崎くん（2022年、熊崎くんのお父さん[39])

### 吹き替え

#### 映画
- マン・オブ・スティール（2013年、ピート〈少年時代〉）
- ドローン・オブ・ウォー（2015年）
- プロジェクト・アルマナック（2015年）
- マイ・インターン（2015年）
- エンド・オブ・ア・ガン 沈黙の銃弾[40]（2016年）
- Joy（2016年）
- ビバリーヒルズ・コップ（倉庫の人〈Netflix版〉、悪人） - 2作品（2016年）
- リベリオン（2016年、ジョージ[41]）
- ジャック・リーチャー NEVER GO BACK（2016年）
- オクジャ（2017年、ブロンド）
- クレイジー・バカンス ツイてない女たちの南国旅行（2017年、ロジャー・シモンズ〈クリストファー・メローニ〉）
- ザ・スイッチ（2017年）
- ザ・ミスト[1]（2017年）
- サンディ・ウェクスラー（2017年、ケヴィン・コナーズ）
- 白い闇の女（2017年、キャンベル[42]）
- ソーシャル・キラー 金曜日のネットストーカー（2017年）
- パイレーツ・オブ・カリビアン/最後の海賊（2017年、海賊[43]）
- バーフバリ 伝説誕生（2017年、バドラ王子〈アディヴィ・セッシュ〉）
- 54 フィフティ★フォー（2017年、ケブ）※Netflix版
- ブラッド・ファーザー（2017年、ジョナ・ピンサーナ〈ディエゴ・ルナ〉）
- フリー・ファイヤー（2017年、ゴードン〈ノア・テイラー〉[44]）
- レイルロード・タイガー（2017年、バンシエン）
- LOGAN/ローガン[45]（2017年）
- 西遊記 2〜妖怪の逆襲〜[46]（2017年）
- ママたちのパーティーナイト（2018年、ウェイン）
- オルタード・カーボン（2018年、ホークアイトラッカー 他）
- ブラックパンサー（2018年、過激派1[47]）
- 山猫は眠らない6 裏切りの銃撃[48]（2018年）
- レザーフェイス-悪魔のいけにえ（2018年、アイク）
- ネイビーシールズ ナチスの金塊を奪還せよ!（2018年、ベン・モラン）
- 5パーセントの奇跡 〜嘘から始まる素敵な人生〜（2019年、ハミド[49]）
- ゲットバック 人質奪還[50]（2019年）
- ヴェルヴェット・アンダーグラウンド[51]（2021年）
- オーバードーズ 破滅の入り口（2022年、医師）
- ミラキュラス レディバグ&シャノワール:ザ・ムービー（2023年、 ニノ・ラヒフ／マスター・フー[52]）

#### テレビドラマ
- キャッスル 〜ミステリー作家は事件がお好き[1]
- ハンドレッド[1]
- マッドメン[1]
- 情熱のシーラ[1]（2013年）
- メンタリスト シーズン3（2013年、ジェレマイア[1]）
- ARROW/アロー[1]（2014年）
- THE KILLING/キリング シーズン3（2014年、プーチー）
- グッド・ワイフ（2014年、コメディアン）
- ウェット・ホット・アメリカンサマー（2015年、ニール）
- ザ・ラストシップ（2015年、エリック・ミラー〈ケビン・ミカエル・マーティン〉[1]）
- シカゴ P.D. シーズン2（2015年、アラン・チャウト、ダニエル・チャールズ[1]、エイドリアン・ギッシュ）
- スキャンダル 託された秘密[1]（2015年）
- FARGO/ファーゴ（2015年、モー・ヘス〈リアム・グリーン〉[1]）
- THE FLASH/フラッシュ（2015年、ギボンズ 他[1]）
- ヘムロック・グローヴ シーズン2（2015年、トレヴァー[1]）
- ヴァイキング 〜海の覇者たち〜 シーズン2 - 6（2016年 - 2020年 エルレンドゥール、ウベ）
- エクスパンス -巨獣めざめる- シーズン1 - 6（2016年 - 2022年 エイモス・バートン〈ウェス・チャサム〉[53]）
- 女刑事マーチェラ（2016年、マーク・トラヴィス〈ジャック・ドゥーラン〉）
- 刑事モース〜オックスフォード事件簿〜（2016年 - 2020年[1][54]）
- ザ・シューター（2016年、ロン・スコット〈デズモンド・ハリントン〉[55]）
- シカゴ・ファイア（2016年、アラン・チャウト、ダニエル・チャールズ 他）
- 11.22.63 シーズン1（2016年）
- 私立探偵 ダーク・ジェントリー[56]（2016年）
- 高い城の男[1]（2016年）
- ナース・ジャッキー[1]（2016年）
- PERSON of INTEREST 犯罪予知ユニット[1]（2016年）
- フラーハウス（2016年、消防士、ダニー・ウッド） - 2シリーズ
- ブラック・ミラー シーズン1（2016年）
- BOSCH/ボッシュ[1]（2016年）
- ウェット・ホット・アメリカンサマー あれから10年（2017年、ニール[1]）
- 師任堂、色の日記（2017年、内禁衛将〈ネグミジャン〉[57]）
- 親愛なる白人様 シーズン1 - 4（2017年 - 2021年、フレッチャー学長[58][59]、ディアンテ[60]）
- BULL / ブル 法廷を操る男[1]（2017年）
- BONES[1]（2017年）
- ホワイト・ゴールド シーズン1 - 2（2017年、ロニー[1]）
- やりすぎ配信! ビザードバーク[1]（2017年）
- ラスト・タイクーン シーズン1 #9[61] （2017年）
- クレイジー・エックス・ガールフレンド（2018年 - 2019年[1]）
- スーパーナチュラル[1]（2018年）
- ダーク・ジェントリー シーズン2（2018年、ヴォーグル）
- 逆賊-民の英雄ホン・ギルドン-（2018年、ジャウォン[62]）
- それいけ! ゴールドバーグ家 シーズン2 - 5（2018年、ネイキッドロブ[63]、バリー）
- グッド・プレイス（2018年、ヘンリー[64]）
- クリプトン（2019年、ロー＝ゾッド[65]）
- フォー・オール・マンカインド（2019年、トーマスペイン[66]）
- LA's FINEST/ロサンゼルス捜査官 シーズン1 #1  『エピソード』[67]（2019年、フレッチャー）
- ザ・ルーキー 40歳の新米ポリス!? シーズン2 #1[68]（2021年）
- 王女ピョンガン 月が浮かぶ川（2021年、ピルグ[69]）
- アメリカン・ホラー・ストーリーズ シーズン1 #4『悪い子へのプレゼント』（2021年、ワイアット[70]）
- リトル・アメリカ シーズン2 #4『ラクダの串刺し』（2022年、ジブリル[71]）
- カササギ殺人事件（2022年、リチャード・ロック/レイモンド・チャブ〈ダニエル・メイズ〉）

#### アニメ
- レゴチーマ（2013年 - 2014年、クラッガー[1]）
- キャスパーのオバケ学園（2014年、クアージ[1]）
- アルティメット・スパイダーマン ウェブ・ウォーリアーズ（2015年、泥棒）
- カンフー・パンダ（2015年、ペン[1]）
- レゴ ニンジャゴー（2015年、フリントロック、クラッガー）
- アルティメット・スパイダーマンVSシニスター・シックス（2016年、ウェブビアート）
- ガーディアンズ・オブ・ギャラクシー（2016年、コスモ）
- ストレンジ・ヒル・ハイスクール（2016年、ビショップ）
- モンスター・ホテル2（2016年、カーナビ 他）
- レゴ ネックスナイツ（2016年、ブリックランド校長）
- レゴ バイオニクル（2016年、レワ） - 2シリーズ
- ファングボーン（2017年、トゥインクル・スティック）
- 悪魔城ドラキュラ -キャッスルヴァニア-（2017年、コブ、槍の男）
- ダックテイルズ（2018年、フェントン・クラックシェル カブレラ）
- ザ・スター はじめてのクリスマス（2018年）
- ぼくの名前はズッキーニ[72]（2018年）
- シーラとプリンセス戦士（2018年 - 2019年 スウィフトウインド[73]）
- ミラキュラス レディバグ&シャノワール（2018年 ‐ 2023年、ニノ / バブラー / キャラペイス[74][75] / シェルショック / オブリビオ、マスター・フー[76]、ポーター、ダルジャンクール[77] / ダークブレード、執事 / ディスぺア・ベア）
- スター・ウォーズ/クローン・ウォーズ（2020年、拷問ドロイド）

### ボイスオーバー
- ネイキッド[1]（2014年）
- ウッドブラザーズ[1]（2014年）
- COOKED（2015年）
- 坂上忍のホントにすごい雑学（2015年、牛）
- プラネット・ゴット・タレント（2016年）
- ロング・ロード・ホーム（2017年）
- 奇跡体験!アンビリバボー（2018年 - 2021年、ジェット機乗客[78]、アンソニー・レイノルズ〈元彼〉[79]、ジェイソン〈ダイバー〉[80]、ジェームス・マーティン／ジョン・モハメド[81])
- 地球ドラマチック 史上最強!動物図鑑〜陸編〜（2019年）

### 朗読劇
- 四季神チルドレン 〜復讐のプレリュード〜（2012年、白虎）
- 四季神チルドレン 〜創造と変革の序曲〜（2013年、黒狐・結城凛）

### ライブ
- 四季神チルドレン Voice Doll House Feat 四季神チルドレン（2012年、白虎[82]）

### イベント
- 富士すばるランド ナイトウォーク〜クライの森と6つの星〜（2022年[83]）

### シリーズ一覧
1. ↑  第3期『銀魂ﾟ』（2015年 - 2016年）、第4期『銀魂.』（2017年）
2. ↑  第3期『NEW GENERATION』（2017年）、第4期『GLORY LINE』（2018年）
3. ↑  第1期（2021年）、第2期『真・進化の実〜知らないうちに勝ち組人生〜』（2023年）
4. ↑  第一部（2021年）、第二部（2022年）
5. ↑  第1期（2024年）、第2期（2025年）
6. ↑  第1期（2024年）、第2期（2025年）

### 初出話一覧
1. 1 2  第8話初出
2. ↑  第10話初出
3. 1 2  第14話初出
4. ↑  第12話初出
5. ↑  第1120話初出
6. ↑  第726話初出
7. ↑  第751話初出
8. ↑  第754話初出
9. 1 2  第18話初出
10. ↑  第6話初出
11. 1 2 3  第11話初出
12. 1 2 3  第4話初出
13. ↑  第65話初出
14. 1 2  第5話初出
15. ↑  第9話初出
16. 1 2  第13話初出
17. 1 2 3 4  第7話初出
18. ↑  第19話初出
19. 1 2 3 4  第1話初出
20. ↑  第3話初出
21. ↑  第16話初出